# Ben Blaisse
Berndt (Ben) Stephan Blaisse (Amsterdam, 8 mei 1911 – Den Haag, 30 april 2006) was een Nederlands schaatser en natuurkundige. Hij nam eenmaal deel aan de Olympische Spelen, maar won bij die gelegenheid geen medailles.

## Biografie
Ben Blaisse groeide op als zoon van een huisarts en roeide net als zijn vader veel. Hij studeerde af als natuurkundige, promoveerde op 8 mei 1946 bij Antonius Michels aan de Universiteit van Amsterdam op het proefschrift Eenige experimenten en beschouwingen in verband met den overgang van de vaste naar de fluïde phase en werd hoogleraar aan de Technische Universiteit Delft. Hij was expert op het gebied van de fysica bij extreem lage temperaturen.
In 1922 leerde hij schaatsen van Jaap Eden en zijn eerste wedstrijd was het Brabants kampioenschap waaraan hij deelnam samen met zijn broer Huib en neef Piet. Hij eindigde als zesde. Op het NK 1928/29 in Groningen deed hij met zijn broer mee en werd tiende en dertiende. Hierdoor mochten ze als jonge talenten in 1932 meedoen aan de Europees kampioenschappen in Davos. Hij viel echter op zijn beste afstand (500 m) en eindigde achteraan op de overige afstanden. In 1933 werd hij vierde op het NK allround.
In 1936 kwalificeerde hij zich op de selectiewedstrijden in Davos voor de Olympische Spelen. Op de Olympische Spelen van Garmisch-Partenkirchen in 1936. Hij startte op de 500 meter en behaalde een 27e plaats met een tijd van 46,9 seconden.
Hij was een oom van roeier Steven Blaisse (zoon van broer Huib) die zilver won op de Olympische Zomerspelen 1964.
Hij overleed op 94-jarige leeftijd in een verzorgingstehuis in Den Haag.

## Persoonlijke records
| Afstand      | Tijd    | Datum           | Baan         |
| ------------ | ------- | --------------- | ------------ |
| 500 meter    | 45,7    | 1 februari 1936 | Davos        |
| 1000 meter   | 1.38,4  | 7 februari 1935 | Sankt Moritz |
| 1500 meter   | 2.27,7  | 22 januari 1933 | Davos        |
| 3000 meter   | 5.19,2  | 19 januari 1935 | Davos        |
| 5000 meter   | 9.19,2  | 14 januari 1934 | Davos        |
| 10.000 meter | 19.06,3 | 2 februari 1936 | Davos        |

## Resultaten
| Jaar | NK Allround | EK Allround | Olympische Spelen | WK Allround |
| ---- | ----------- | ----------- | ----------------- | ----------- |
| 1929 | NC13        |             |                   |             |
| 1932 |             | NC13        |                   |             |
| 1933 | 4e          |             |                   |             |
| 1936 |             | NC26        | 27e 500m          | 19e         |
| 1940 | 13e         |             |                   |             |